# JK Haru is a Sex Worker in Another World
JK Haru is a Sex Worker in Another World (Originaltitel: JKハルは異世界で娼婦になった JK Haru wa Isekai de Shōfu ni Natta) ist eine Light Novel von Kō Hiratori, die am 6. Dezember 2017 in Japan erschien. Die Novel startete als Webroman auf der Plattform Shōsetsuka ni Narō und wurde später von Hayakawa Publishing in gebundener Auflage veröffentlicht. Die Novel folgt der Oberschülerin Haru Koyama, die nach ihrem Tod in eine andere Welt teleportiert wird, sich dort als Sexarbeiterin durchschlägt und ihre Erlebnisse und Erfahrungen dokumentiert. Das Werk ist den Genres Isekai, Comedy und Etchi einzuordnen.
Ein zweiter Band unter dem Titel JK Haru is a Sex Worker in Another World: Summer, welches eine Sammlung mehrerer Kurzgeschichten sind, die die Hauptgeschichte ergänzt, erscheint im Mai 2020. Zur Novel erschien zwoschen 2019 und 2023 eine Umsetzung als Manga, die ebenfalls von Kō Hiratori geschrieben und von Ji-ta Yamata illustriert wurde. Die Reihe wurde nach Veröffentlichung des siebten Bandes abgeschlossen.

## Handlung
Die Oberschülerin Haru Koyama und ihr Mitschüler Seiji Chiba kommen bei einem Verkehrsunfall ums Leben und werden gemeinsam in eine andere Welt teleportiert. Während Chiba Abenteurer wird und auszieht um Monster niederzustrecken muss Haru feststellen, dass Frauen ohne besondere Kräfte in die neue Welt gelangen. So beschließt sie, ihren Lebensunterhalt als Sexarbeiterin zu verdienen.

## Umsetzungen
JK Haru is a Sex Worker in Another World startete als Webroman auf der Plattform Shōsetsuka ni Narō, wurde später vom Verlag Hayakawa Publishing als Taschenbuch veröffentlicht. In Nordamerika sicherte sich der Publisher J-Novel Club die Lizenz an dem Werk und brachte diesen als E-Book in englischer Sprache heraus. Ein zweiter Roman erscheint im Mai 2020 unter dem Titel JK Haru is a Sex Worker in Another World: Summer.
Kō Hiratori setzte seine Light Novel als Manga um, dessen Illustrationen von Jita Yamada angefertigt werden. Die Manga-Reihe, die im November 2019 gestartet wurde, brachte bis April 2020 zwei Bände im Tankōbon-Format hervor. Der Manga erscheint bei Shishōnsha Shobo. Im Januar 2023 wurde angekündigt, dass der Manga mit Herausgabe des siebten Bandes im Sommer endet. Der Manga wurde vom Verlag Seven Seas Entertainment ins Englische übersetzt und erschien unter dessen Marke Ghost Ship. Eine französischsprachige Fassung erscheint über den Verlag Meian.

## Rezeption
JK Haru is a Sex Worker in Another World gewann eine Auszeichnung in der Kategorie Dōjinshi/Privatveröffentlichung bei den Book Walker Grand Prix Awards 2019 des digitalen Verlages Book Walker. Das Werk war im Jahr 2019 das sechstmeistverkaufte E-Book bei Book Walker.
Kim Morrissy schrieb in ihrer Kolumne The Best (and worst) Isekai Light Novels auf Anime News Network, dass JK Haru is a Sex Worker in Another World auf eine wesentlich düsteren und gestörten Art und Weise das Isekai-Genre annimmt und als Kommentar auf diese Literaturgattung geschrieben wurde. In ihr wird die weibliche Protagonistin Haru in eine frauenfeindliche Fantasywelt geworfen und muss als Prostituierte arbeiten, um zu überleben, während ihr Klassenkamerad, der ebenfalls in diese Welt teleportiert wurde, mit übermenschlichen Kräften ausgestattet wird. Morrissy deutet dies als Spiegel dafür, wie diese mittelalterlich anmutenden Welten dieses Genres Frauen gegenüber besonders restriktiv sind, während männliche Charaktere aufgrund ihrer Privilegien nicht mit derartigen Situationen konfrontiert werden.
In der Jahresbestenliste des Ratgebers Kono Light Novel ga Sugoi! des japanischen Unternehmens Takarajimasha für das Jahr 2019 wurde JK Haru is a Sex Worker in Another World auf Platz sieben in der Rubrik Tankōbon gelistet.